# Nouvelle Place de Foshan
 (avril 2025).
La Nouvelle Place de Foshan (en chinois : 佛山新廣場; Romanisation en cantonais : Fat⁶saan¹ San¹gwong²coeng⁴) était un stade multifonction situé à Foshan, Guangdong, Chine.
Le stade fut construit afin d'accueillir la première Coupe du monde de football féminin. Le stade fut démoli en 2007.